# رولف كرون
رولف كرون Rolf Krohn (ولد في 25 أكتوبر 1949 في هاله على الزاله) هو روائي وقصاص ألماني.
بدأ دراسة الفيزياء في الجامعة التقنية في دريسدن في عام 1969، لكنه طرد من الجامعة في عام 1973 لأسباب سياسية. ثم عمل كيميائيا ثم حارس ليلي في هاله. بدأ كتاباته الأدبية في عام 1975 ونشر قصص وروايات في الخيال العلمي والأدب التاريخي. استطاع ان ينهي دراسته بعد عام 1990.

## من أعماله
خيال علمي:
- الصورة المعتمة للحب (رواية)
- لقاء في الضباب (عشر قصص)
- الشمس المميتة (عشر قصص)
- على الضفاف الأخرى لليل (سبع قصص)
- ظلال على نهر الزاله (اثنا عشر قصة)
- على بوابة الزمن (تسع قصص)

تاريخ:
- قبر الكتائب (رواية)
- أربع أجولة من الفضة (رواية بوليسية تاريخية)
- انتقام هنيبعل (قصة)
- جرمية قتل لليل (رواية بوليسية تاريخية)